# Glass Spider Tour
Tournées par David Bowie
Serious Moonlight Tour (1983) Sound+Vision Tour (1990)
Glass Spider Tour est une tournée mondiale de David Bowie donnée en 1987, en promotion de l'album Never Let Me Down.

## Histoire

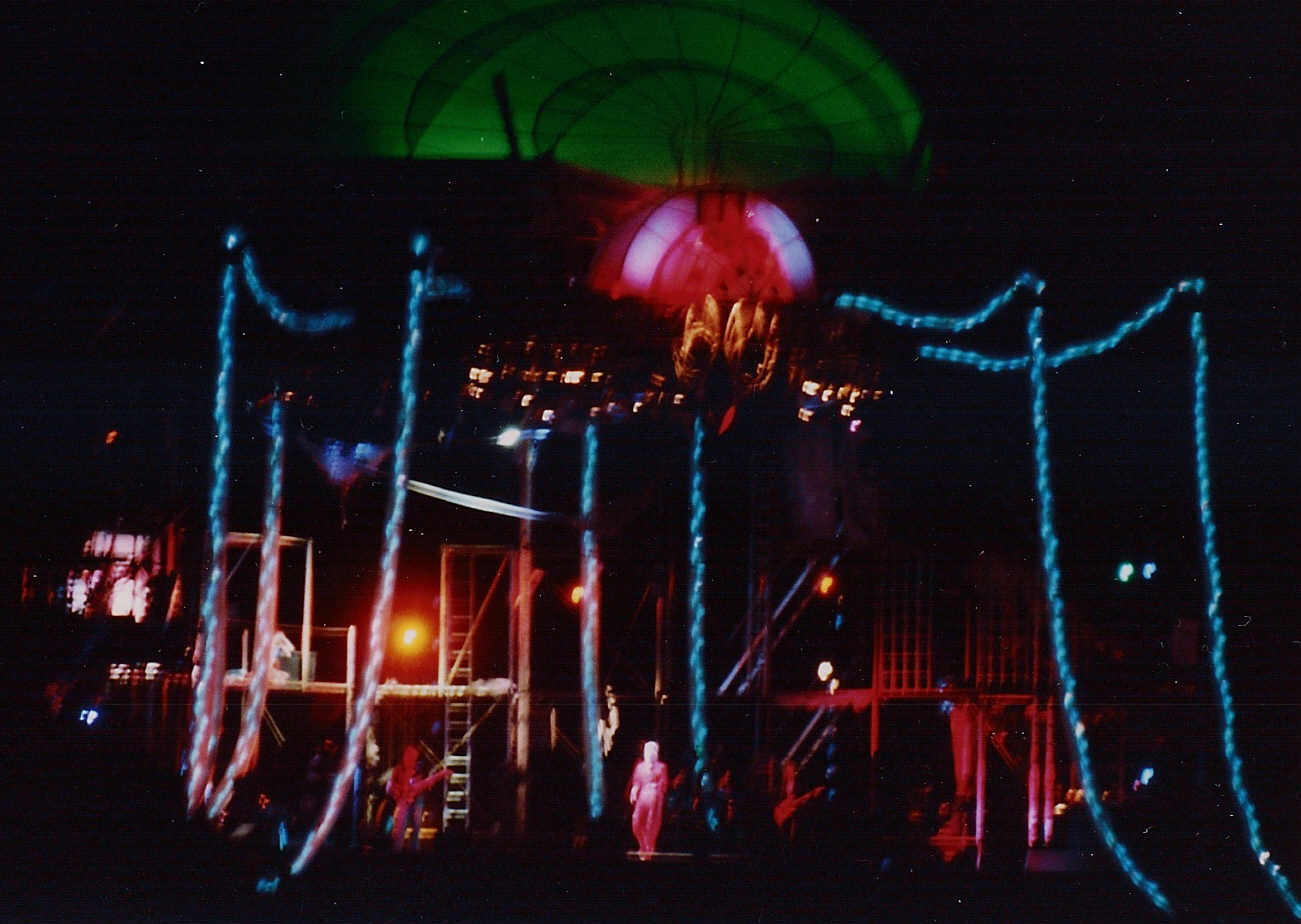
L'araignée géante lors du concert du 7 juin au festival Rock am Ring.

La tournée doit son nom à la chanson Glass Spider, parue sur l'album Never Let Me Down. Les concerts sont conçus comme de véritables spectacles théâtraux, avec des passages scénarisés intercalés entre les chansons. Une troupe de cinq danseurs accompagne Bowie sur scène, chorégraphiés par Toni Basil, qui a déjà travaillé avec Bowie par le passé. Le dispositif scénique est particulièrement imposant, avec une gigantesque araignée de près de vingt mètres de haut dominant l'ensemble de la scène. Sa taille cause des problèmes logistiques au cours de la tournée, car certaines salles sont trop petites pour l'accueillir, ce qui nécessite la construction d'une deuxième araignée plus petite.
Durant sa précédente tournée, le Serious Moonlight Tour, Bowie avait interprété ses chansons les plus populaires, privilégiant notamment les morceaux des albums conçus aux États-Unis, comme Young Americans, Station to Station et Let's Dance. Pour la tournée Glass Spider, il décide de sélectionner des morceaux plus obscurs, comme Sons of the Silent Age. Il interprète également tous les morceaux de l'album Never Let Me Down, sauf Too Dizzy et Shining Star (Makin' My Love).
Le Glass Spider Tour rencontre un grand succès auprès du public, mais la presse est plus circonspecte, notamment en Europe. Bowie en sort épuisé physiquement et moralement, ce qui contribue à sa réinvention au sein du groupe de rock Tin Machine après la fin de la tournée.
Une VHS intitulée Glass Spider, provenant des concerts des 7 et 9 novembre à Sydney, est sortie en 1988. Elle a été rééditée en DVD en 2007.

## Musiciens
- David Bowie : chant, guitare
- Peter Frampton : guitare, chant
- Carlos Alomar : guitare
- Carmine Rojas : basse
- Alan Childs : batterie
- Erdal Kızılçay : claviers, trompette, congas, violon
- Richard Cottle : claviers, saxophone[1]

## Dates

### Spectacles promotionnels
| Date            | Ville     | Pays        | Salle              | Remarques |
| --------------- | --------- | ----------- | ------------------ | --------- |
| 17 mars 1987    | Toronto   | Canada      | Diamond Club       |           |
| 18 mars 1987    | New York  | États-Unis  | Cat Club           |           |
| 20 mars 1987    | Londres   | Royaume-Uni | Player's Theatre   |           |
| 21 mars 1987    | Paris     | France      | La Locomotive      |           |
| 24 mars 1987    | Madrid    | Espagne     | Halquera Plateaux  |           |
| 25 mars 1987    | Rome      | Italie      | Piper Club         |           |
| 26 mars 1987    | Munich    | Allemagne   | Parkcafe Lowenbrau |           |
| 28 mars 1987    | Stockholm | Suède       | Ritz               |           |
| 30 mars 1987    | Amsterdam | Pays-Bas    | Paradiso           |           |
| 27 octobre 1987 | Sydney    | Australie   | Tivoli Club        |           |

### Segment européen
| Date             | Ville          | Pays        | Salle                              | Remarques                      |
| ---------------- | -------------- | ----------- | ---------------------------------- | ------------------------------ |
| 29 mai 1987      | Rotterdam      | Pays-Bas    | Stadion Feijenoord                 | Premier concert de la tournée. |
| 30 mai 1987      | Rotterdam      | Pays-Bas    | Stadion Feijenoord                 |                                |
| 31 mai 1987      | Rotterdam      | Pays-Bas    | Stadion Feijenoord                 |                                |
| 2 juin 1987      | Werchter       | Belgique    | Rock Werchter                      |                                |
| 6 juin 1987      | Berlin         | Allemagne   | Platz der Republik                 |                                |
| 7 juin 1987      | Nürburgring    | Allemagne   | Rock am Ring                       |                                |
| 9 juin 1987      | Florence       | Italie      | Stadio Comunale                    |                                |
| 10 juin 1987     | Milan          | Italie      | Stadio San Siro                    |                                |
| 13 juin 1987     | Hambourg       | Allemagne   | Festwiese Am Stadtpark             |                                |
| 15 juin 1987     | Rome           | Italie      | Stadio Flaminio                    |                                |
| 16 juin 1987     | Rome           | Italie      | Stadio Flaminio                    |                                |
| 19 juin 1987     | Londres        | Royaume-Uni | Wembley Stadium                    |                                |
| 20 juin 1987     | Londres        | Royaume-Uni | Wembley Stadium                    |                                |
| 21 juin 1987     | Cardiff        | Royaume-Uni | Cardiff Arms Park                  |                                |
| 23 juin 1987     | Sunderland     | Royaume-Uni | Roker Park                         |                                |
| 27 juin 1987     | Göteborg       | Suède       | Ullevi Stadium                     | Concert annulé.                |
| 27 juin 1987     | Hisingen       | Suède       | Eriksbergsvarvet                   |                                |
| 28 juin 1987     | Lyon           | France      | Stade de Gerland                   |                                |
| 1er juillet 1987 | Vienne         | Autriche    | Praterstadion                      |                                |
| 3 juillet 1987   | Paris          | France      | Parc départemental de La Courneuve |                                |
| 4 juillet 1987   | Toulouse       | France      | Stadium                            |                                |
| 6 juillet 1987   | Madrid         | Espagne     | Estadio Vicente Calderón           |                                |
| 7 juillet 1987   | Barcelone      | Espagne     | Mini Estadi                        |                                |
| 8 juillet 1987   | Barcelone      | Espagne     | Mini Estadi                        |                                |
| 11 juillet 1987  | Comté de Meath | Irlande     | Slane Concert                      |                                |
| 14 juillet 1987  | Manchester     | Royaume-Uni | Maine Road                         |                                |
| 15 juillet 1987  | Manchester     | Royaume-Uni | Maine Road                         |                                |
| 17 juillet 1987  | Nice           | France      | Stade de l'Ouest                   |                                |
| 18 juillet 1987  | Turin          | Italie      | Stade olympique                    |                                |

### Segment américain
| Date               | Ville               | Pays       | Salle                             | Remarques                                                                                  |
| ------------------ | ------------------- | ---------- | --------------------------------- | ------------------------------------------------------------------------------------------ |
| 30 juillet 1987    | Philadelphie        | États-Unis | Veterans Stadium                  |                                                                                            |
| 31 juillet 1987    | Philadelphie        | États-Unis | Veterans Stadium                  |                                                                                            |
| 2 août 1987        | East Rutherford     | États-Unis | Giants Stadium                    |                                                                                            |
| 3 août 1987        | East Rutherford     | États-Unis | Giants Stadium                    |                                                                                            |
| 7 août 1987        | San José            | États-Unis | Spartan Stadium                   |                                                                                            |
| 8 août 1987        | Anaheim             | États-Unis | Anaheim Stadium                   |                                                                                            |
| 9 août 1987        | Anaheim             | États-Unis | Anaheim Stadium                   |                                                                                            |
| 12 août 1987       | Denver              | États-Unis | Mile High Stadium                 |                                                                                            |
| 14 août 1987       | Portland            | États-Unis | Civic Stadium                     |                                                                                            |
| 15 août 1987       | Vancouver           | Canada     | BC Place Stadium                  |                                                                                            |
| 17 août 1987       | Edmonton            | Canada     | Stade du Commonwealth             |                                                                                            |
| 19 août 1987       | Winnipeg            | Canada     | Stade de Winnipeg                 |                                                                                            |
| 21 août 1987       | Rosemont            | États-Unis | Rosemont Horizon                  |                                                                                            |
| 22 août 1987       | Rosemont            | États-Unis | Rosemont Horizon                  |                                                                                            |
| 24 août 1987       | Toronto             | Canada     | Stade de l'Exposition nationale   |                                                                                            |
| 25 août 1987       | Toronto             | Canada     | Stade de l'Exposition nationale   |                                                                                            |
| 28 août 1987       | Ottawa              | Canada     | Parc Lansdowne                    |                                                                                            |
| 30 août 1987       | Montréal            | Canada     | Stade olympique                   | Concert disponible avec le DVD de Glass Spider et le coffret Loving the Alien (1983–1988). |
| 1er septembre 1987 | New York            | États-Unis | Madison Square Garden             |                                                                                            |
| 2 septembre 1987   | New York            | États-Unis | Madison Square Garden             |                                                                                            |
| 3 septembre 1987   | Foxborough          | États-Unis | Sullivan Stadium                  |                                                                                            |
| 6 septembre 1987   | Chapel Hill         | États-Unis | Dean Smith Center                 |                                                                                            |
| 7 septembre 1987   | Chapel Hill         | États-Unis | Dean Smith Center                 |                                                                                            |
| 10 septembre 1987  | Milwaukee           | États-Unis | Marcus Amphitheater               |                                                                                            |
| 11 septembre 1987  | Milwaukee           | États-Unis | Marcus Amphitheater               |                                                                                            |
| 12 septembre 1987  | Pontiac             | États-Unis | Pontiac Silverdome                |                                                                                            |
| 14 septembre 1987  | Lexington           | États-Unis | Rupp Arena                        |                                                                                            |
| 18 septembre 1987  | Miami               | États-Unis | Miami Orange Bowl                 |                                                                                            |
| 19 septembre 1987  | Tampa               | États-Unis | Tampa Stadium                     |                                                                                            |
| 21 septembre 1987  | Atlanta             | États-Unis | Omni Coliseum                     |                                                                                            |
| 22 septembre 1987  | Atlanta             | États-Unis | Omni Coliseum                     |                                                                                            |
| 25 septembre 1987  | Hartford            | États-Unis | Hartford Civic Center             |                                                                                            |
| 28 septembre 1987  | Landover            | États-Unis | Capital Centre                    |                                                                                            |
| 29 septembre 1987  | Landover            | États-Unis | Capital Centre                    |                                                                                            |
| 1er octobre 1987   | Saint Paul          | États-Unis | St. Paul Civic Center (en)        |                                                                                            |
| 2 octobre 1987     | Saint Paul          | États-Unis | St. Paul Civic Center (en)        |                                                                                            |
| 4 octobre 1987     | Kansas City         | États-Unis | Kemper Arena                      |                                                                                            |
| 6 octobre 1987     | La Nouvelle-Orléans | États-Unis | Louisiana Superdome               |                                                                                            |
| 7 octobre 1987     | Houston             | États-Unis | The Summit                        |                                                                                            |
| 8 octobre 1987     | Houston             | États-Unis | The Summit                        |                                                                                            |
| 10 octobre 1987    | Dallas              | États-Unis | Reunion Arena                     |                                                                                            |
| 11 octobre 1987    | Dallas              | États-Unis | Reunion Arena                     |                                                                                            |
| 13 octobre 1987    | Los Angeles         | États-Unis | Los Angeles Memorial Sports Arena |                                                                                            |
| 14 octobre 1987    | Los Angeles         | États-Unis | Los Angeles Memorial Sports Arena |                                                                                            |

### Segment océanien
| Date             | Ville     | Pays             | Salle                         | Remarques                         |
| ---------------- | --------- | ---------------- | ----------------------------- | --------------------------------- |
| 29 octobre 1987  | Brisbane  | Australie        | Boondall Entertainment Centre |                                   |
| 30 octobre 1987  | Brisbane  | Australie        | Boondall Entertainment Centre |                                   |
| 3 novembre 1987  | Sydney    | Australie        | Sydney Entertainment Centre   |                                   |
| 4 novembre 1987  | Sydney    | Australie        | Sydney Entertainment Centre   |                                   |
| 6 novembre 1987  | Sydney    | Australie        | Sydney Entertainment Centre   |                                   |
| 7 novembre 1987  | Sydney    | Australie        | Sydney Entertainment Centre   | Filmé pour la vidéo Glass Spider. |
| 9 novembre 1987  | Sydney    | Australie        | Sydney Entertainment Centre   | Filmé pour la vidéo Glass Spider. |
| 10 novembre 1987 | Sydney    | Australie        | Sydney Entertainment Centre   |                                   |
| 13 novembre 1987 | Sydney    | Australie        | Sydney Entertainment Centre   |                                   |
| 14 novembre 1987 | Sydney    | Australie        | Sydney Entertainment Centre   |                                   |
| 18 novembre 1987 | Melbourne | Australie        | Kooyong Stadium               |                                   |
| 20 novembre 1987 | Melbourne | Australie        | Kooyong Stadium               |                                   |
| 21 novembre 1987 | Melbourne | Australie        | Kooyong Stadium               |                                   |
| 23 novembre 1987 | Melbourne | Australie        | Kooyong Stadium               |                                   |
| 28 novembre 1987 | Auckland  | Nouvelle-Zélande | Western Springs Stadium       | Dernier concert de la tournée.    |

## Chansons jouées
- De The Man Who Sold the World : All the Madmen
- De Aladdin Sane : Time, The Jean Genie
- De Diamond Dogs : Rebel Rebel, Big Brother / Chant of the Ever Circling Skeletal Family
- De Young Americans : Young Americans, Fame
- De "Heroes" : "Heroes", Sons of the Silent Age
- De Scary Monsters (and Super Creeps) : Up the Hill Backwards, Scary Monsters, Fashion
- De Let's Dance : Modern Love, China Girl, Let's Dance
- De Tonight : Loving the Alien, Blue Jean, Dancing with the Big Boys
- De Never Let Me Down : Day-In Day-Out, Time Will Crawl, Beat of Your Drum, Never Let Me Down, Zeroes, Glass Spider, New York's in Love, '87 and Cry, Bang Bang
- Autres chansons de Bowie : Absolute Beginners
- Reprises d'autres artistes : I Wanna Be Your Dog (The Stooges), Lavender's Blue (air traditionnel), London Bridge Is Falling Down (air traditionnel), War (Edwin Starr), White Light/White Heat (The Velvet Underground), Who Will Buy? (Lionel Bart)